# Seveso (fiume)
Il Seveso (Séves in lingua lombarda) è un fiume italiano a carattere torrentizio lungo 52 chilometri il cui corso si sviluppa interamente in Lombardia, nelle province di Como, Monza e Brianza e Milano. Nasce a Cavallasca, in provincia di Como, sul Monte Sasso, in prossimità della frontiera tra l'Italia e la Svizzera, a quota 490 m s.l.m, nel territorio del Parco Spina Verde di Como, tra gli abitati di Cavallasca e San Fermo della Battaglia. Esso contribuisce a formare il confine occidentale della Brianza.
In origine il Seveso raggiungeva il centro storico di Milano sfiorando l'abitato sul suo lato orientale. L'alveo naturale del Seveso transitava nei pressi delle mura medievali, da Porta Orientale medievale a Porta Romana medievale, seguendo poi il percorso del Cavo Redefossi e sfociando nel Lambro a Melegnano: il Cavo Redefossi rappresenta quindi la parte finale dell'antico alveo naturale del Seveso prima della modifica del suo percorso, che fu opera degli antichi Romani.
Il Seveso scorre oggi coperto per quasi nove chilometri dal confine comunale tra Bresso e Milano alla confluenza nel Naviglio della Martesana, che pone fine al suo corso. L'attuale "foce" del Seveso nel Naviglio della Martesana è al di sotto del manto stradale di via Melchiorre Gioia a Milano, all'altezza di via Giacomo Carissimi.

## Storia

### L'alveo originario

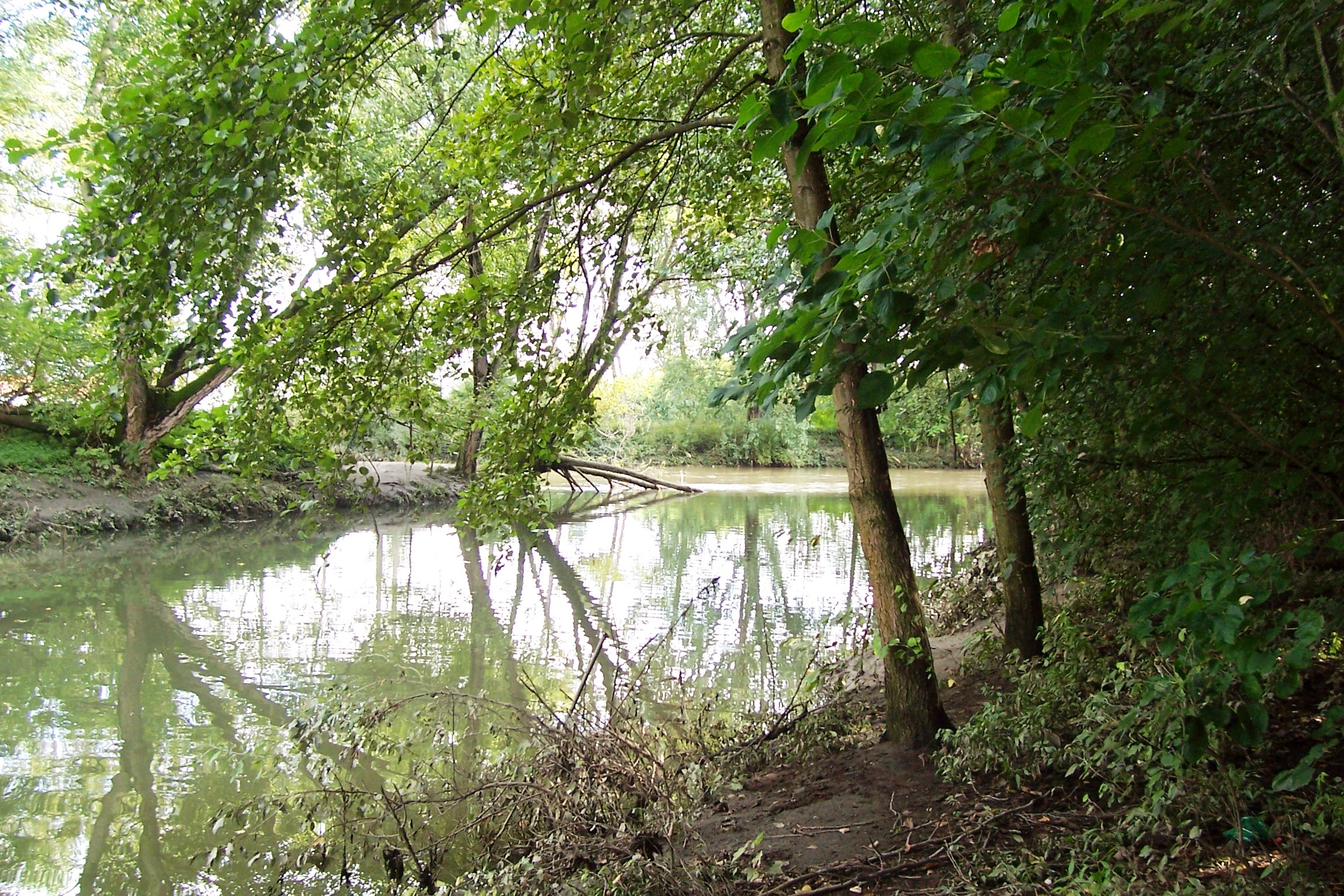
L'antica foce del Seveso: il Cavo Redefossi che confluisce nel Lambro a Melegnano

Il Seveso è stato il primo fiume facente parte dell'idrografia di Milano a cui gli antichi Romani modificarono il percorso: il suo corso naturale originariamente lo portava, provenendo da nord est, a sfiorare Mediolanum sul suo lato orientale. L'alveo naturale del Seveso seguiva poi il percorso del moderno Cavo Redefossi, sfociando infine nel Lambro a Melegnano.
Secondo la ricostruzione fatta nel 1911 dall'ingegner Felice Poggi, all'altezza di Milano, il Seveso sarebbe originariamente transitato nei pressi delle future mura medievali, da Porta Orientale medievale a Porta Romana medievale, il cui luogo dove sarebbero sorte, in epoca romana, era al di fuori dal centro abitato dell'antica Mediolanum.
In particolare il Seveso giungeva nel centro storico di Milano da nord est seguendo la moderna via dei Giardini per poi piegare a sud est seguendo le moderne via Monte Napoleone, piazza San Babila (e piegando decisamente verso ovest) corso Europa e via Larga fino all'altezza della futura Porta Romana medievale.
Da qui l'antico alveo naturale del Seveso piegava verso sud est per percorrere, lungo i moderni corso di Porta Romana e corso Lodi, il suo alveo naturale lungo il moderno "canale di Porta Romana" (conosciuto anche con il nome di "canale Vittadini"), che è stato in seguito interrato. Quest'ultimo intercettava poi il Cavo Redefossi all'altezza delle future mura spagnole di Milano: da questo punto in poi il Seveso percorreva il suo alveo naturale lungo il moderno Cavo Redefossi fino alla sua foce nel Lambro a Melegnano.

### Mappa dell'idrografia originaria di Milano

Mappa dell'idrografia e del territorio originario di Mediolanum prima delle modifiche compiute dagli antichi Romani. L'area paludosa indicata sulla mappa come pantano diventò poi, grazie a lavori di bonifica, il porto fluviale romano di Milano. Il centro del villaggio celtico era situato nei pressi della moderna piazza della Scala, dove era presente il santuario principale della comunità, mentre il successivo villaggio romano venne situato nei pressi l'odierna piazza San Sepolcro. Al centro del villaggio romano fu poi costruito il foro romano di Milano

### Il Grande Sevese e il Piccolo Sevese

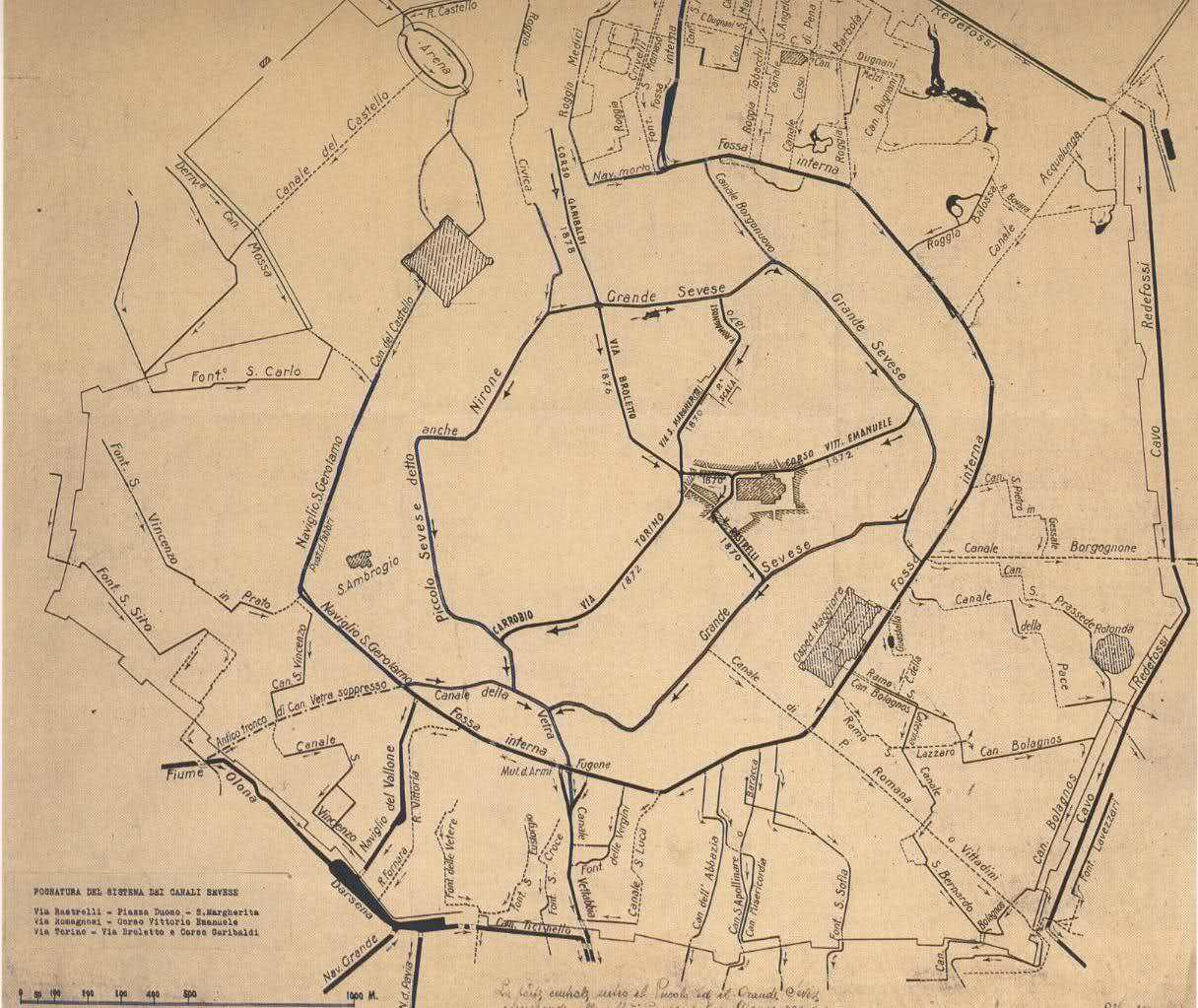
Mappa schematica del 1870 che raffigura l'idrografia di Milano con segnati i corsi d'acqua, sia naturali che artificiali, che attraversavano la città. Si possono notare anche i tracciati dei canali Vetra, Grande Sevese e Piccolo Sevese, quest'ultimo chiamato anche "Nirone"

Dato che l'antica Mediolanum era cresciuta e serviva nuova acqua per i più svariati usi (per gli artigiani nonché per gli usi pubblici, domestici e difensivi) gli antichi Romani deviarono parte delle acque del Seveso, che scorreva lungo il perimetro orientale dell'abitato, verso il torrente Nirone, che transitava poco più a ovest.
Furono scavati due canali artificiali che avevano origine da due punti precisi dell'alveo naturale del Seveso, uno all'altezza dell'incrocio tra le moderne vie Borgonuovo e monte di Pietà, e l'altro più a sud all'altezza della futura Porta Romana medievale: entrambi vennero scavati verso ovest per intercettare il corso del Nirone. Anche il corso del Nirone venne modificato, con lo spostamento del suo alveo ancora più a ovest grazie alla costruzione di un canale artificiale che era la naturale prosecuzione verso occidente del canale che intercettava il Nirone all'altezza delle moderne vie Borgonuovo e monte di Pietà: questo canale diventò il nuovo alveo del Nirone. Venne anche realizzato, lungo il Seveso, il porto fluviale romano di Milano, che aveva banchine larghe 2,5 metri e che era in grado di far attraccare piccole imbarcazioni.
In particolare il nuovo alveo del Nirone rettificava verso ovest l'originario corso del torrente, per poi piegare verso sud e intercettare l'alveo naturale del Nirone all'altezza della moderna piazza Vetra, nei pressi della futura basilica di San Lorenzo, dove tornava a scorrere nell'antico letto con il nome di canale Vetra.
Con la costruzione di questi canali, si creò un anello d'acqua che circondava il centro abitato di Milano. Al tratto occidentale di questo anello d'acqua (ovvero il nuovo alveo artificiale del Nirone) fu dato il nome di Piccolo Sevese (l'antico toponimo però non scomparve completamente, visto che il Piccolo Sevese è conosciuto ancora oggi anche con il nome di "Nirone"), mentre alla restante parte dell'anello d'acqua, quella che circondava Milano a nord, a est e a sud (ovvero il corso d'acqua costituito dal letto naturale del Seveso e dai due canali artificiali realizzati per intercettare le acque del Nirone) fu dato il nome di Grande Sevese forse perché lungo esso passava il traffico fluviale, viste le sue dimensioni maggiori.
Il nuovo alveo del Nirone fu chiamato "Piccolo Sevese" perché questo corso d'acqua, sebbene avesse una portata d'acqua più limitata (tant'è che è classificato come un "torrente"), aveva il medesimo ruolo del fiume Seveso, ovvero portare acqua alla città e al suo fossato difensivo.
Il Grande Sevese e il Piccolo Sevese si allargavano costeggiando il perimetro esterno di Milano per poi convergere e sfociare entrambi nel già citato canale Vetra (da cui il nome della moderna piazza), che raccoglieva le acque di scolo della città e che fungeva da scaricatore dell'anello d'acqua costituito dal Grande Sevese e dal Piccolo Sevese.

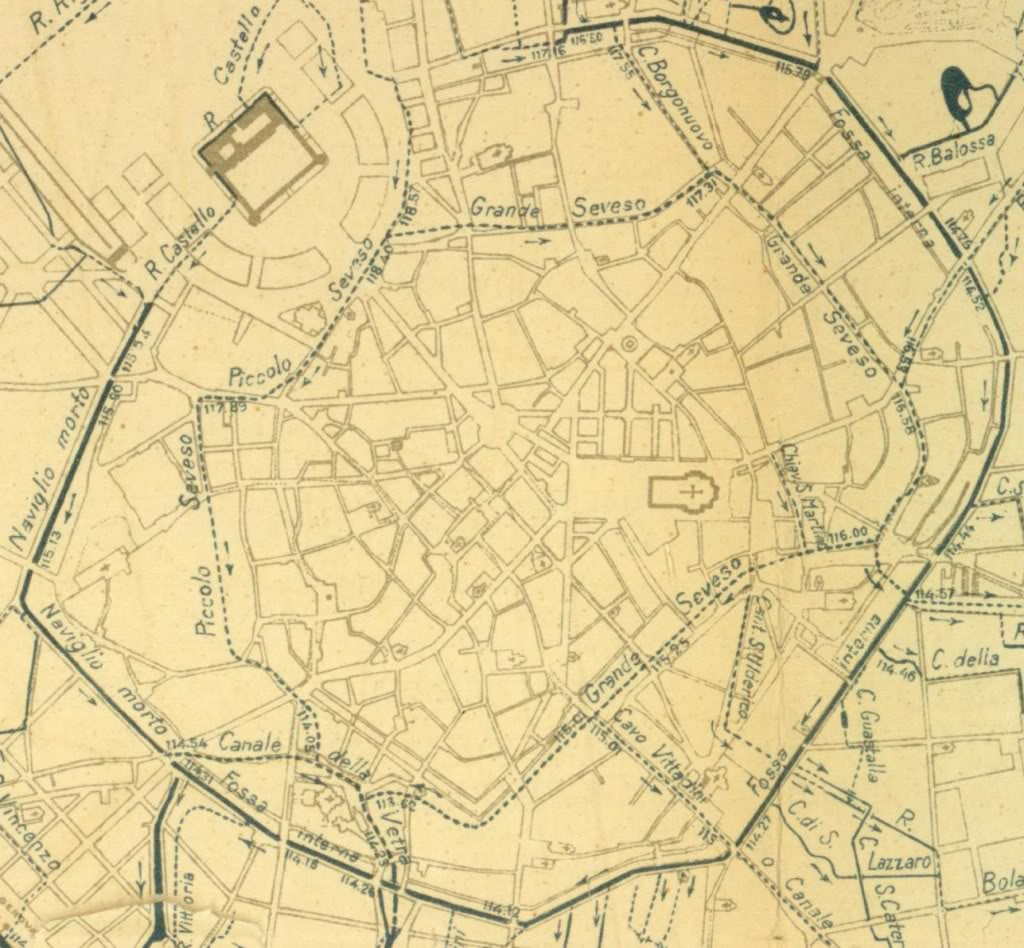
Mappa di Milano del XIX secolo che raffigura l'idrografia di Milano con segnati i corsi d'acqua, sia naturali che artificiali, che attraversavano la città. Si possono notare anche i tracciati dei canali Vetra, Grande Sevese e Piccolo Sevese

L'anello d'acqua formato dal Grande Sevese e dal Piccolo Sevese diventò poi il fossato delle mura romane di Milano, che vennero costruite in posizione poco più interna rispetto a questo sistema idraulico circolare. In particolare il Grande Sevese costituiva il lato settentrionale, orientale e meridionale del fossato, mentre il Piccolo Sevese ne formava il suo ramo occidentale. Il Grande Sevese e il Piccolo Sevese esistono ancora e sono i canali più antichi di Milano, dato che risalgono all'età romana repubblicana.
Il Grande Sevese scorre oggi nel sottosuolo della città sotto le vie dell'Orso, via Monte di Pietà, via Monte Napoleone, piazza san Babila, via Larga, via Dei Disciplini e piazza Vetra: l'apporto d'acqua è ora fornito da un piccolo canale sotterraneo che scorre sotto via San Marco e via Borgonuovo innestandosi nel Grande Sevese in via Montenapoleone, e che deriva le sue acque dal Naviglio della Martesana, canale artificiale che venne completato tra il 1471 e il 1496.
Il tracciato del Piccolo Sevese, come già accennato, è totalmente artificiale: è stato realizzato dagli antichi Romani deviando verso ovest il tratto cittadino del torrente Nirone, che originariamente passava nel suo alveo naturale lungo le moderne corso Garibaldi, via Broletto e via Torino per poi percorrere il futuro canale Vetra. Con la sua deviazione artificiale verso ovest, il Nirone circondava ora in modo più ampio e efficace il lato occidentale del centro abitato dell'antica Mediolanum.
Il Piccolo Sevese, che è attivo ancora oggi, percorre sotto il manto stradale diverse vie del centro di Milano partendo da Foro Bonaparte angolo via Tivoli (un tempo rifornito d'acqua dalla "roggia civica", che proveniva da nord costeggiando il Cimitero Monumentale di Milano e che si innestava nel Piccolo Sevese nel punto in cui il Nirone fu anticamente deviato verso ovest: la roggia civica corrispondeva al primo tratto cittadino dell'antico alveo naturale del Nirone), toccando via San Giovanni sul Muro, corso Magenta e via Nirone e arrivando nei pressi del Carrobbio per poi giungere in piazza Vetra.
Dalla presenza del letto artificiale del Nirone, poi diventato Piccolo Sevese, è derivato il nome di "via Nirone", strada laterale di corso Magenta situata nei pressi di questo canale artificiale. Come già accennato, altra traccia dell'antica presenza di questo torrente in città è il fatto che l'altro nome con cui viene comunemente chiamato il Piccolo Sevese sia ancora oggi "Nirone". Il Grande Sevese e il Piccolo Sevese si uniscono poi in piazza Vetra, nei pressi della basilica di San Lorenzo, dando origine al canale Vetra, che confluisce poi nella Vettabbia, corso d'acqua ampliato dagli antichi Romani che corrisponde al tratto terminale dell'alveo naturale del Nirone e che sfocia nel Cavo Redefossi (corrispondente invece, come già accennato, all'antico letto naturale del Seveso) a San Giuliano Milanese.
Dal Seveso fu poi realizzata una derivazione che portava acqua alle Terme Erculee, erette tra la fine del III secolo e l'inizio del IV dall'imperatore Massimiano Erculeo e andate distrutte durante le invasioni barbariche del V secolo o nel 1162, quando l'imperatore Federico Barbarossa fece radere al suolo Milano.
Anche l'Olona fu deviato verso Milano, sempre in epoca romana, per lo stesso motivo: il fabbisogno d'acqua della popolazione della città, diventata molto numerosa con il passare dei secoli. Il modesto regime idrico di Seveso e Merlata non era infatti più sufficiente a soddisfare le necessità di Milano. L'Olona, che garantiva una quantità d'acqua di gran lunga superiore a quella di Seveso e Merlata, venne deviato a Lucernate, frazione di Rho, verso Milano, tra la fine dell'era repubblicana e i primi decenni dell'età imperiale. Come destinazione finale del nuovo percorso dell'Olona fu scelto il fossato delle mura romane di Milano. In particolare l'Olona riversava le sue acque alla confluenza tra il Piccolo Sevese e il canale Vetra.

Lavori di copertura del Grande Sevese in via Larga a Milano

L'Olona rimase affluente del fossato delle mura romane fino al XII secolo, quando venne deviato nel fossato difensivo delle mura medievali di Milano, più esterne di quelle romane, all'altezza della moderna piazza della Resistenza Partigiana.

### I secoli successivi
Quando, nel 1471 terminarono i lavori di costruzione del Naviglio della Martesana alla Cassina de' Pomm, le scarse acque in eccesso del naviglio stesso si riversavano nel Seveso poco lontano, ma quando la Martesana fu portata fino a Milano (1496), i due corsi d'acqua si intersecarono, perché lo sbocco del Seveso nella fossa interna era più a est di quello del nuovo canale.
All'intersezione, il Seveso venne incanalato, forse per un tratto nel suo antico alveo naturale, dando origine alla roggia Gerenzana, ma il carico idrico su Milano in caso di concomitanti piene del Seveso e del Naviglio della Martesana era diventato eccessivo e si avvertì l'esigenza di creare un canale che potesse scaricarle prima che entrassero, attraverso la conca dell'Incoronata, nel Naviglio di San Marco, recapitandole direttamente nella Cerchia dei Navigli più a valle.
Lo scolmatore, che riprendeva parzialmente, come già accennato, l'antico alveo naturale del Seveso, fu chiamato Redefosso, probabilmente dalla contrazione di retrofossum che troviamo in documenti antichi a indicarne la posizione arretrata rispetto alle mura di Porta Nuova medievale. Con la costruzione delle mura spagnole, fu naturale che il Redefossi le contornasse dal ponte delle Gabelle (poco a oriente della Porta Nuova spagnola) fino a confluire nella Vettabbia (a quel punto già uscita dalla Cerchia dei Navigli) nei pressi di Porta Lodovica.

### Il Redefossi portato fino a Melegnano

Il Seveso nel quartiere Niguarda a Milano ancora scoperto. Questo tratto del fiume fu in seguito coperto dal manto stradale

La portata aggiunta alla Vettabbia non trovò infatti sufficiente sfogo nell'irrigazione dei terreni circostanti e le esondazioni divennero via via più frequenti e colpirono sia la città, da Porta Tosa fino a Porta Lodovica, sia le campagne sottostanti con effetti catastrofici. Si instaurò allora una lunga polemica tra chi considerava come soluzione del problema un minore afflusso d'acqua verso la città e chi pensava che un migliore deflusso a valle avrebbe risolto il problema.
In realtà, nel 1708 il governo aveva provveduto a una risistemazione dell'alveo del cavo, tra Porta Nuova e Porta Lodovica, senza ricavarne alcun reale beneficio; dopo la metà del secolo la polemica infuriava coinvolgendo sulle opposte tesi illustri ingegneri-idraulici come Giovanni Antonio Lecchi e Dionigi Maria Ferrari, architetto camerale.

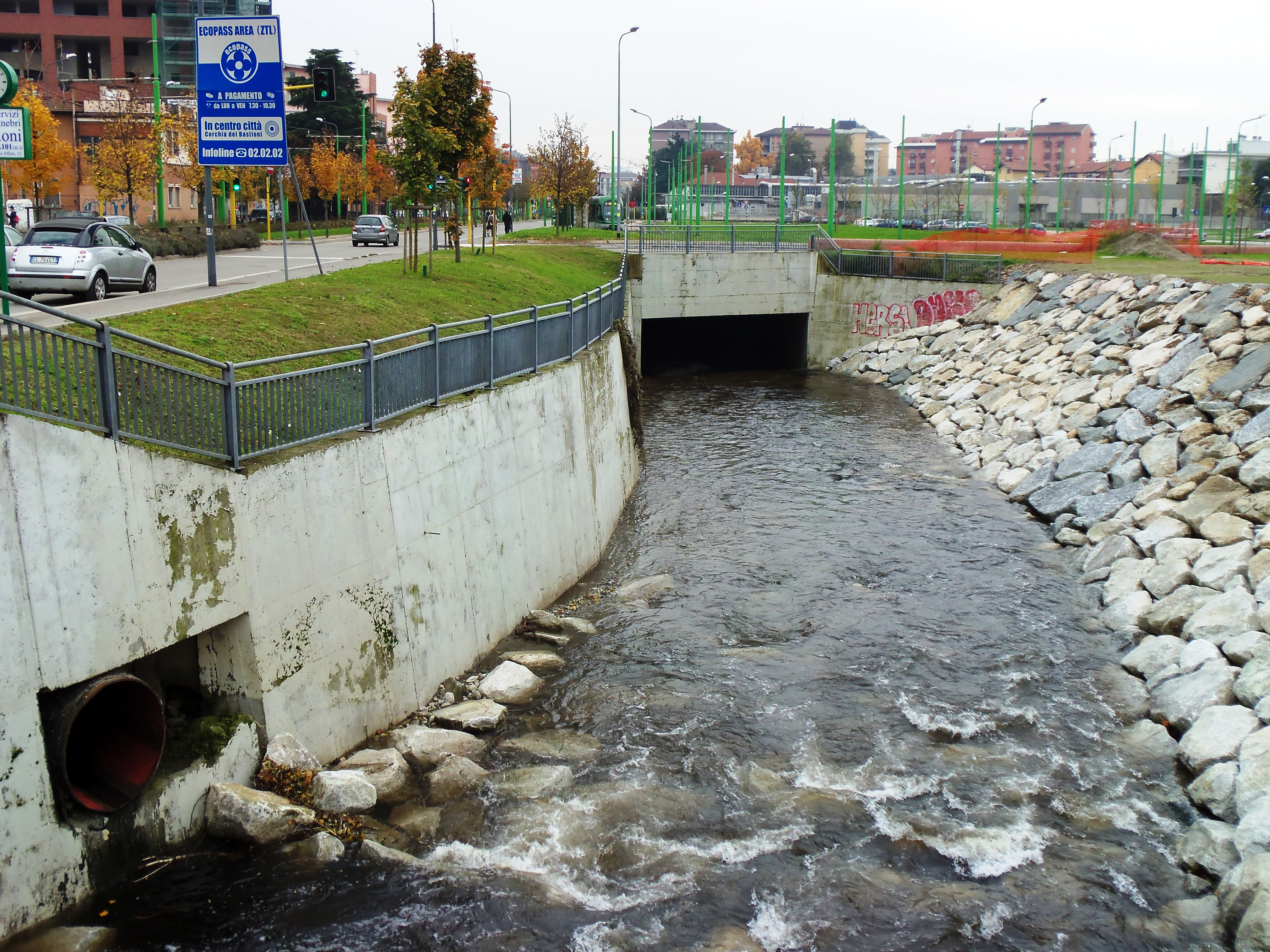
L'inizio della "tombinatura" del Seveso a Milano nel quartiere di Niguarda, in via Ornato

A offrire la soluzione, sarà l'ingegnere Pietro Parea, ingaggiato da un gruppo di "Utenti della Vettabbia", che progetterà il prolungamento del Redefossi fino quasi a Melegnano: il costo dell'opera fu poi assai elevato (un milione di lire milanesi), ma con molto realismo il governo austriaco rispose che la cifra fosse inferiore a quella sborsata in occasione di una delle ricorrenti esondazioni. Così, approfondite le indagini tecniche, i lavori iniziarono nel 1783 e furono terminati nel giro di tre anni. Il percorso era quello odierno fino alla Vettabbia prima della sua foce nel Lambro.
La copertura e la tombinatura del Seveso a Milano avvennero gradualmente, con l'espandersi della città. Le prime datano dalla fine del XIX secolo e riguardarono il tratto dal Naviglio della Martesana a Porta Nuova, iniziando dai Bastioni spagnoli e risalendo fino a via Ponte Seveso e in un secondo tempo fino al Naviglio della Martesana, in via Melchiorre Gioia dove, all'altezza di via Giacomo Carissimi, ha la sua foce.
Sulla destra del Naviglio della Martesana fino a viale Zara (piazzale Istria) la copertura è stata effettuata a partire dagli anni trenta, mentre le successive, che sono una conseguenza del Piano Regolatore Generale della città del 1953, si estesero in anni più recenti verso la periferia, prima sino a Niguarda poi lungo la via Ornato, fino al confine comunale con Bresso.

## Idrografia

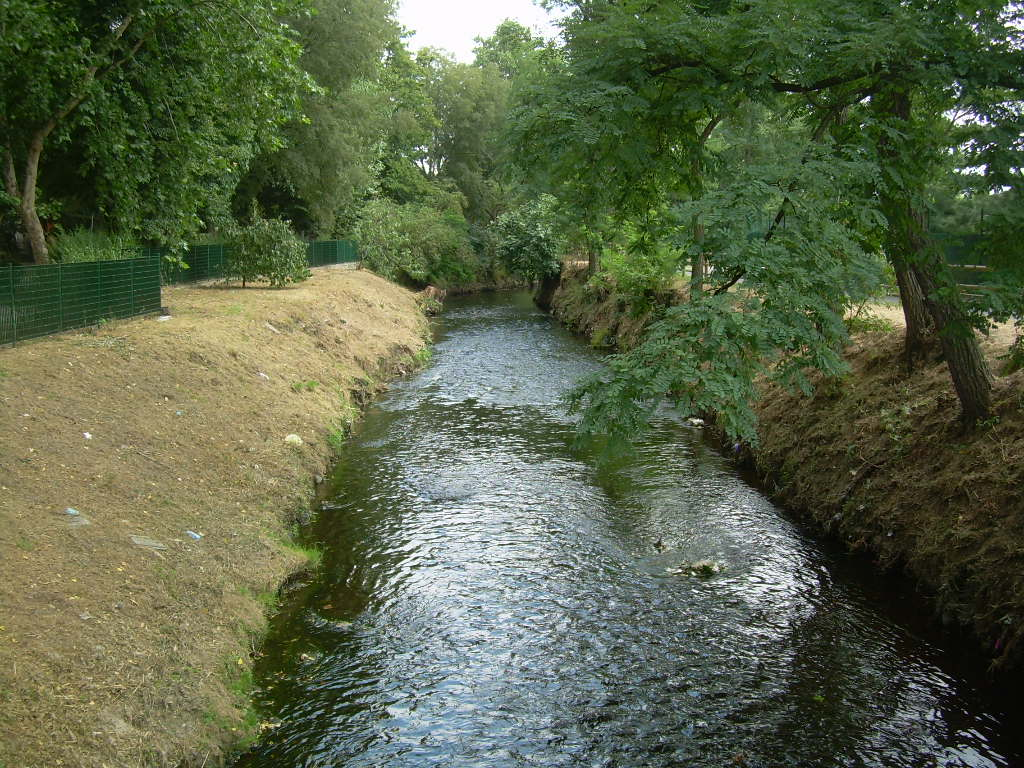
Il Seveso a Bresso

Il Seveso sorge a Cavallasca, frazione di San Fermo della Battaglia, nel Parco Spina Verde di Como. Le sue sorgenti sono state "monumentalizzate": attorno alla fonte principale, da cui sgorga acqua purissima, è stato eretto un piccolo bastione in ceppo, il tipico conglomerato roccioso delle valli prealpine lombarde, e la fonte è protetta da una grata.
La parte più settentrionale (porzione montana) del Seveso è caratterizzata da pendenze piuttosto rilevanti e da un numero elevato di piccolissimi affluenti a volte in secca. Scorre rapido tra pareti rocciose in una valle morenica scavata dal ritirarsi dei ghiacciai dopo l'ultima glaciazione. Questo tratto, caratterizzato da un ambiente naturale ben conservato anche per la scarsa pressione abitativa, si conclude alla confluenza del fosso Lusèrt, prima di Fino Mornasco (alla frazione Andrate)
Il tratto centrale del Seveso (porzione collinare) è più serpeggiante, con pendenze meno accentuate ed è qui che riceve i suoi non numerosi affluenti. Sulla sponda sinistra gli affluenti principali sono: il rio Rossola, il rio Acquanegra (proveniente dalle torbiere del Bassone) e i torrenti Sant'Antonio, Serenza e Certesa (Terrò). Il Terrò-Certesa è il più significativo, è lungo venti chilometri con un bacino idrografico di 62 chilometri quadrati. Sulla sponda destra il Seveso riceve solo il torrente Comasinella.

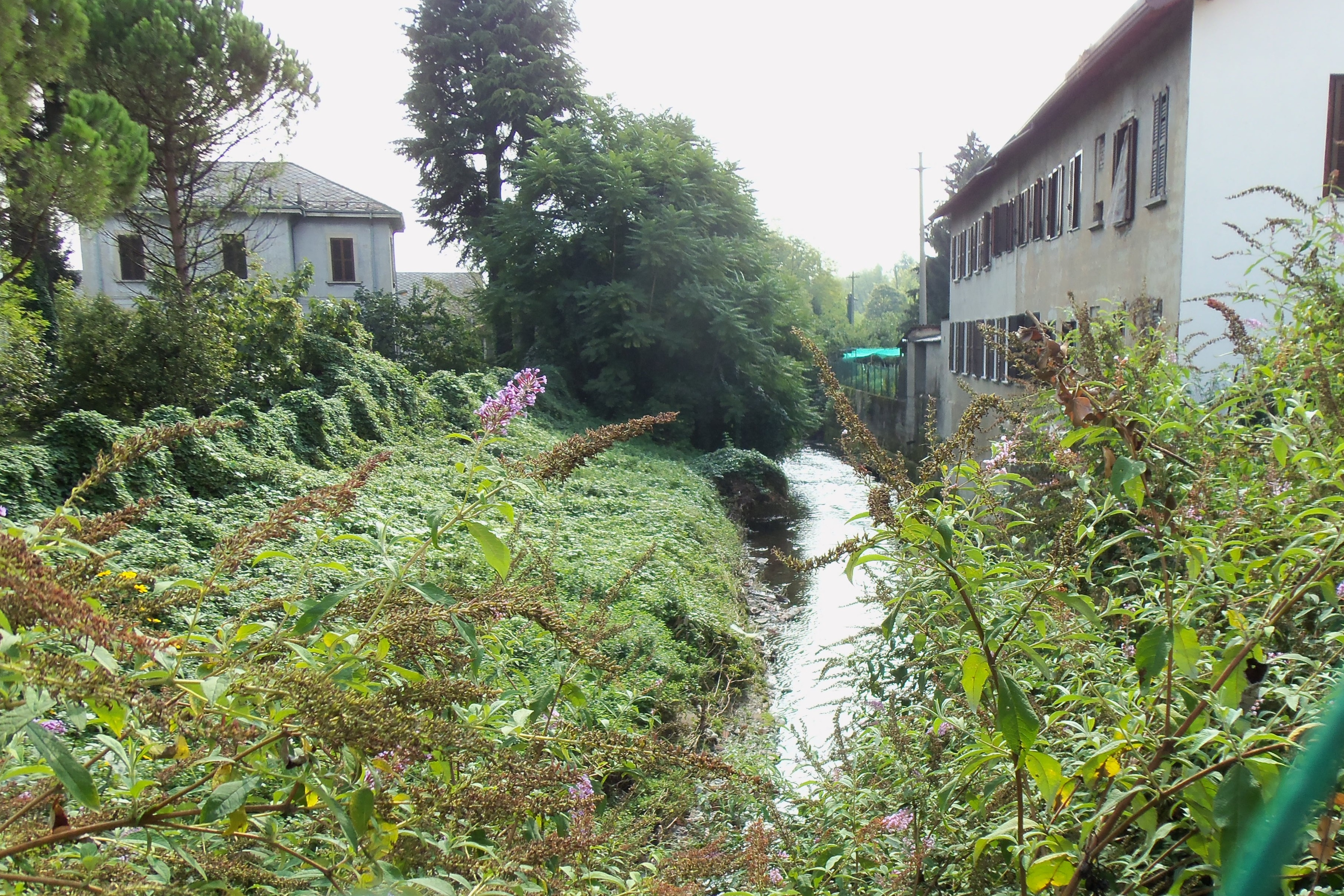
Il fiume a Camnago, frazione di Lentate sul Seveso

Nel tratto finale il Seveso scorre con pendenze quasi nulle e sempre in alveo quasi artificiale. In questo tratto riceve il fontanile Mollia. Storicamente era in pianura che il fiume scorreva praticamente al livello del piano di campagna e le sue acque, in caso di piena, avevano l'opportunità di divagare nel piano circostante. 
A Palazzolo Milanese, la più settentrionale delle sette frazioni di Paderno Dugnano, dal Seveso esce il Canale Scolmatore di Nord Ovest, progettato nel 1954 e terminato nel 1980: con la sua portata di trenta metri cubi al secondo, doveva essere in grado di scongiurare le esondazioni del Seveso a Milano, ma si è rivelato insufficiente. Già nel 1982 se ne progettò il raddoppio della portata, ma i relativi lavori non sono andati oltre il primo lotto, ultimato nell'ottobre del 2004.
Geograficamente, sarebbe più corretto definire il Seveso come torrente, ma il corso d'acqua ha perso da tempo il suo carattere torrentizio a causa del costante apporto di acque provenienti dal collettamento e dalla depurazione. Il più a monte tra i depuratori è quello di Fino Mornasco, che raccoglie le acque e gli scarichi di Villa Guardia e Cassina Rizzardi con oltre un centinaio di "tintostamperie" tessili: nel fiume immette acque di qualità peggiore e in quantità maggiore di quelle naturali. Una situazione simile si genera col depuratore di Carimate e col depuratore di Mariano Comense sul Terrò-Certesa.

## La qualità delle acque

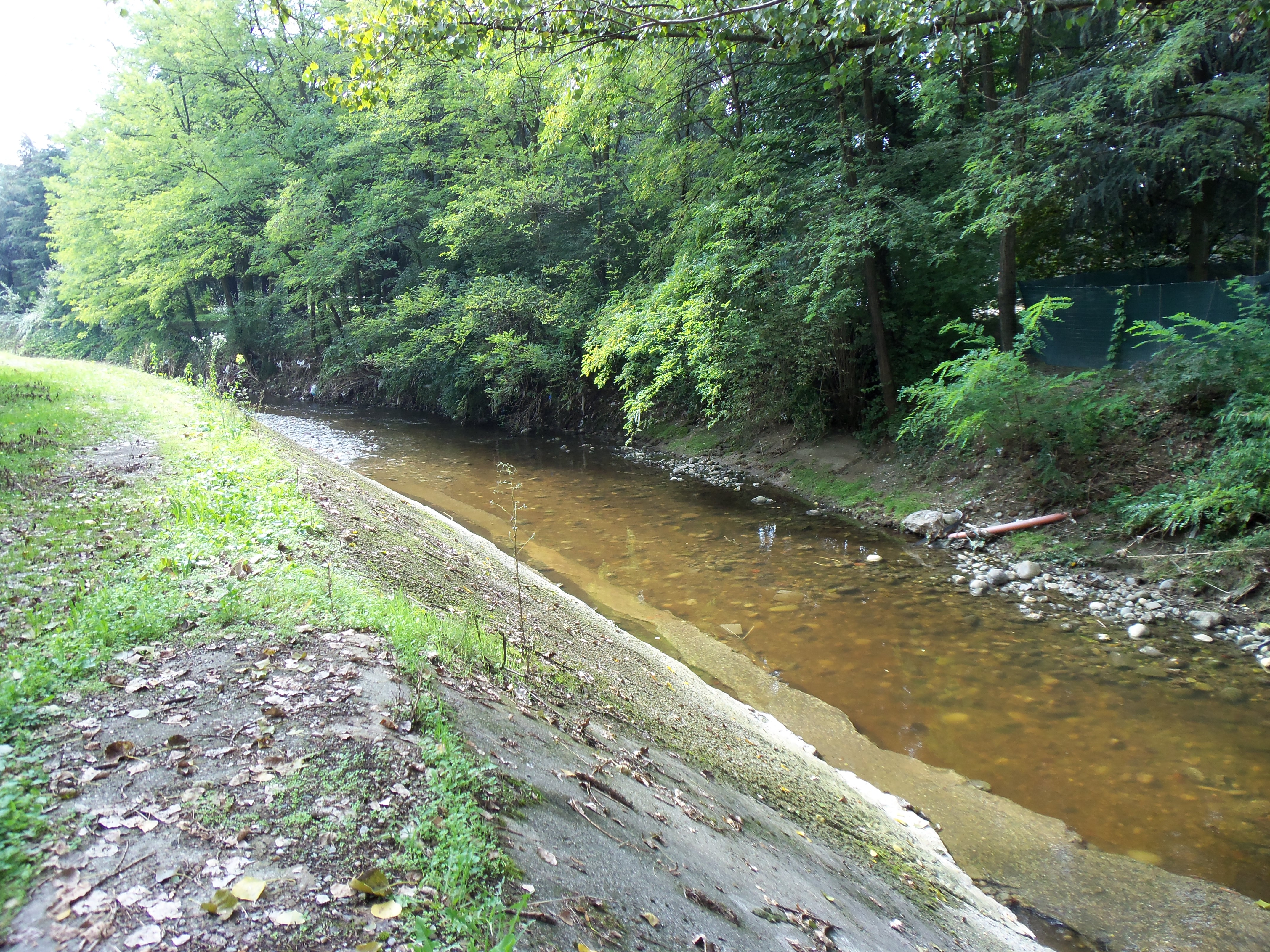
Il fiume nei pressi del comune di Seveso

Negli anni si sono succeduti molti progetti per il risanamento delle acque del Seveso ma il ritorno ad acque "naturali" è ancora lontano. Il PRRA, (Piano Regionale di Risanamento delle Acque) approvato con deliberazione del Consiglio regionale 15 gennaio 2002, n. 402 pianificava gli interventi su acquedotti, fognature e depurazione, oggi è stato sostituito dal Piano di Gestione del Bacino Idrografico.. 
Per ultimo, la Regione Lombardia ha definito l'AQST (Accordo Quadro di Sviluppo Territoriale), "Contratto di Fiume Seveso". Questo documento, sottoscritto da Comuni, Province, realtà Associative e Istituzionali ha come obiettivi la riduzione dell'inquinamento delle acque e del rischio idraulico; la riqualificazione dei sistemi ambientali e paesistici e dei sistemi insediativi afferenti ai corridoi fluviali; la condivisione delle informazioni e diffusione della cultura dell'acqua. Malgrado il "Contratto di Fiume Seveso", sottoscritto nel 2006 e gli sforzi congiunti dalle diverse amministrazioni coinvolte il Seveso resta molto inquinato e viene chiamato spesso fiume nero.
Secondo Arpa Lombardia, la qualità delle acque del Seveso è considerata "sufficiente" almeno fino al rilevamento a valle di Lentate e secondo una ricerca "privata" condotta da studenti dell'Istituto Tecnico "Luigi Castiglioni" di Limbiate, nel 2009 sarebbero stati rinvenuti esemplari di pesci vivi anche notevolmente più a valle (Varedo). Al museo civico di Lentate esistono quattro acquari, con ambiente fluviale, in cui nuotano pesci pescati nel fiume nell'ambito del suo territorio e a testimonianza del fatto che i pesci ci siano, proprio a Lentate se ne è verificata una moria nel maggio 2010. Risultati notevoli verso il recupero sono stati raggiunti in questi ultimi anni, e in significativi tratti del suo percorso si può riscontrare il ritorno della fauna, specialmente quella acquatica. Ma nonostante questo ancora nel 2009, la qualifica attribuita dall'Arpa alle acque del Seveso a Bresso era ancora "pessima" (ma tendente a scadente), inadatte cioè a qualsiasi uso. Restano ancora molti scarichi abusivi e resta dominante l'eccessivo carico antropico. Oggi infatti l'inquinamento deriva forse più dagli usi civili che non da quelli industriali..

## Geografia antropica

### I mulini

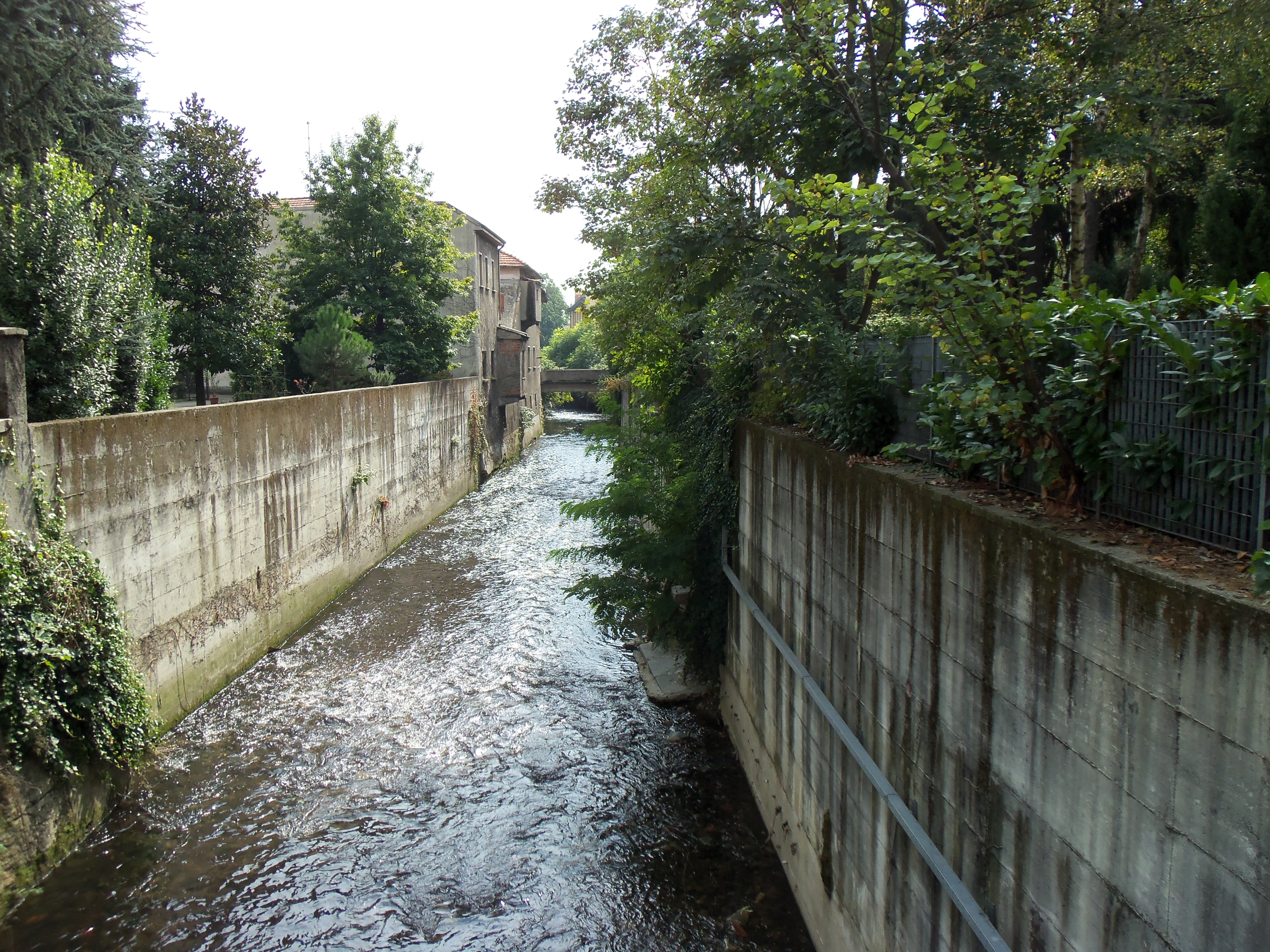
Alveo artificiale per il fiume nel comune di Seveso

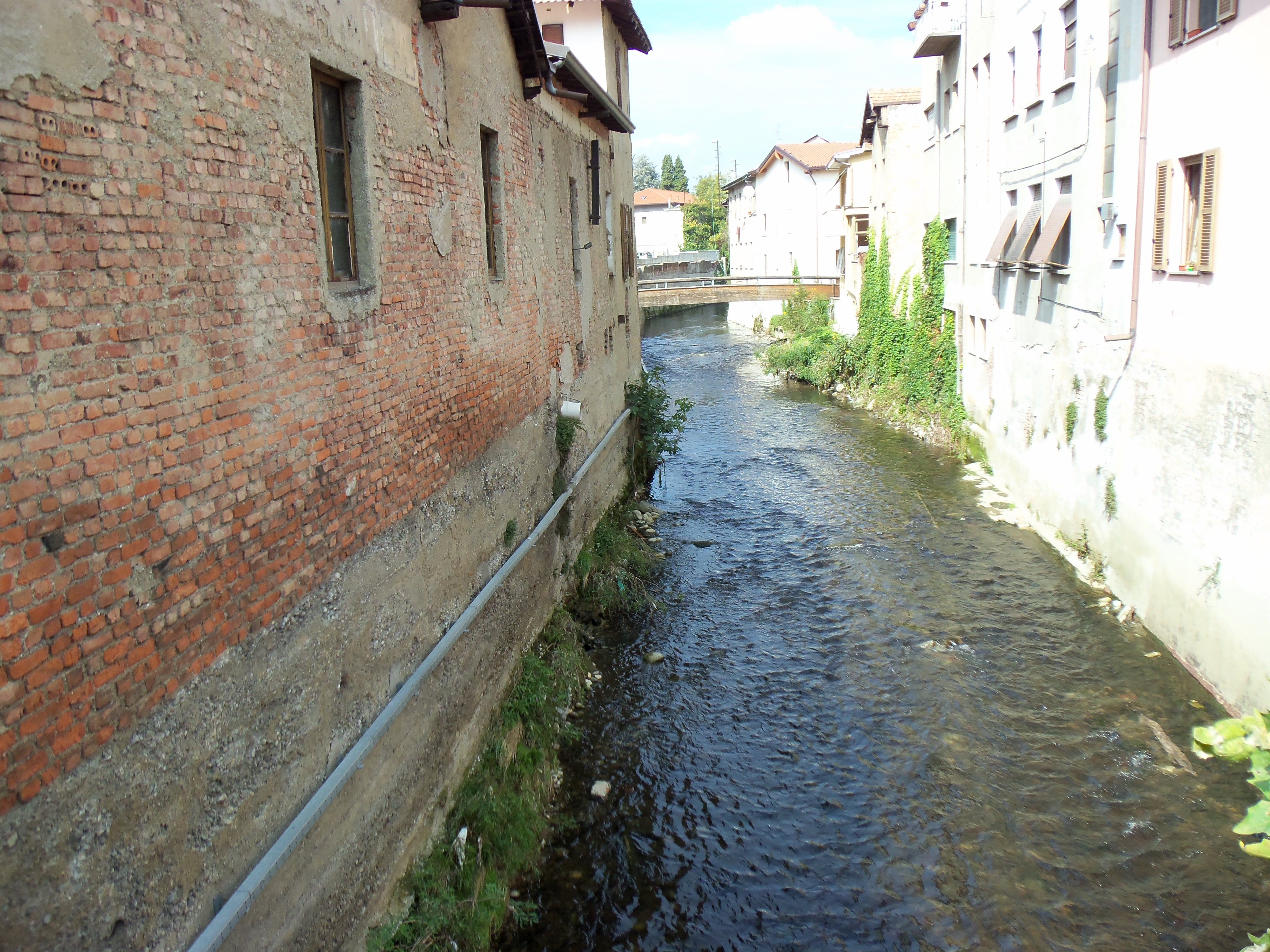
Case come argini nel comune di Seveso

Il Catasto Teresiano censiva, nella valle del Seveso, ventitré mulini, di proprietà di nobili o di enti religiosi, ben pochi se si raffronta la situazione con quella dell'Olona o del Lambro. Oltre alla funzione molitoria, azionavano soprattutto segherie. Per la ridotta portata e per la sua variabilità, il Seveso non conobbe mai il tumultuoso sviluppo preindustriale e industriale degli altri due fiumi e anche la situazione insediativa sulle sue sponde, nel tratto montano e buona parte di quello collinare, procedette lentamente, con centri urbani di piccole dimensioni e distanti l'uno dall'altro.
L'agricoltura era il principale mezzo di sostentamento degli abitanti: un'agricoltura povera che conobbe un periodo di forte sviluppo con l'introduzione della bachicoltura e lo sviluppo delle seterie comasche. Anche il tratto da Lentate a valle (la storica "Brianza Milanese", sebbene ora la maggior parte dei comuni interessati appartenga alla provincia di Monza e Brianza) aveva nell'agricoltura il suo punto di forza accompagnato dal tradizionale artigianato del mobile.
Nel 1861 la popolazione censita nei dieci comuni tra Lentate del Seveso e Milano era di 25.538 anime, nel 2001 era salita a 209.186. Un andamento assolutamente comparabile si registrò nei comuni contermini e praticamente per l'intera Brianza: questo significò profondi cambiamenti nei modi di vita e negli insediamenti.
La valle del Seveso ebbe un forte incremento nell'espansione industriale negli anni venti e trenta del secolo scorso, tanto da diventare, tra Cesano Maderno e Bresso, il maggiore polo chimico dell'Italia settentrionale, ma con la chimica erano presenti la meccanica, il tessile, l'industria alimentare e quella del legno. Nel secondo dopoguerra, alla crisi del settore chimico, alcuni dei quali ebbero strascichi fino al 2010 fece riscontro l'esplosione del settore del legno e del mobile che affiancò, al tradizionale artigianato, piccole, medie e anche grandi industrie mobiliere.

### L'urbanizzazione delle sue sponde

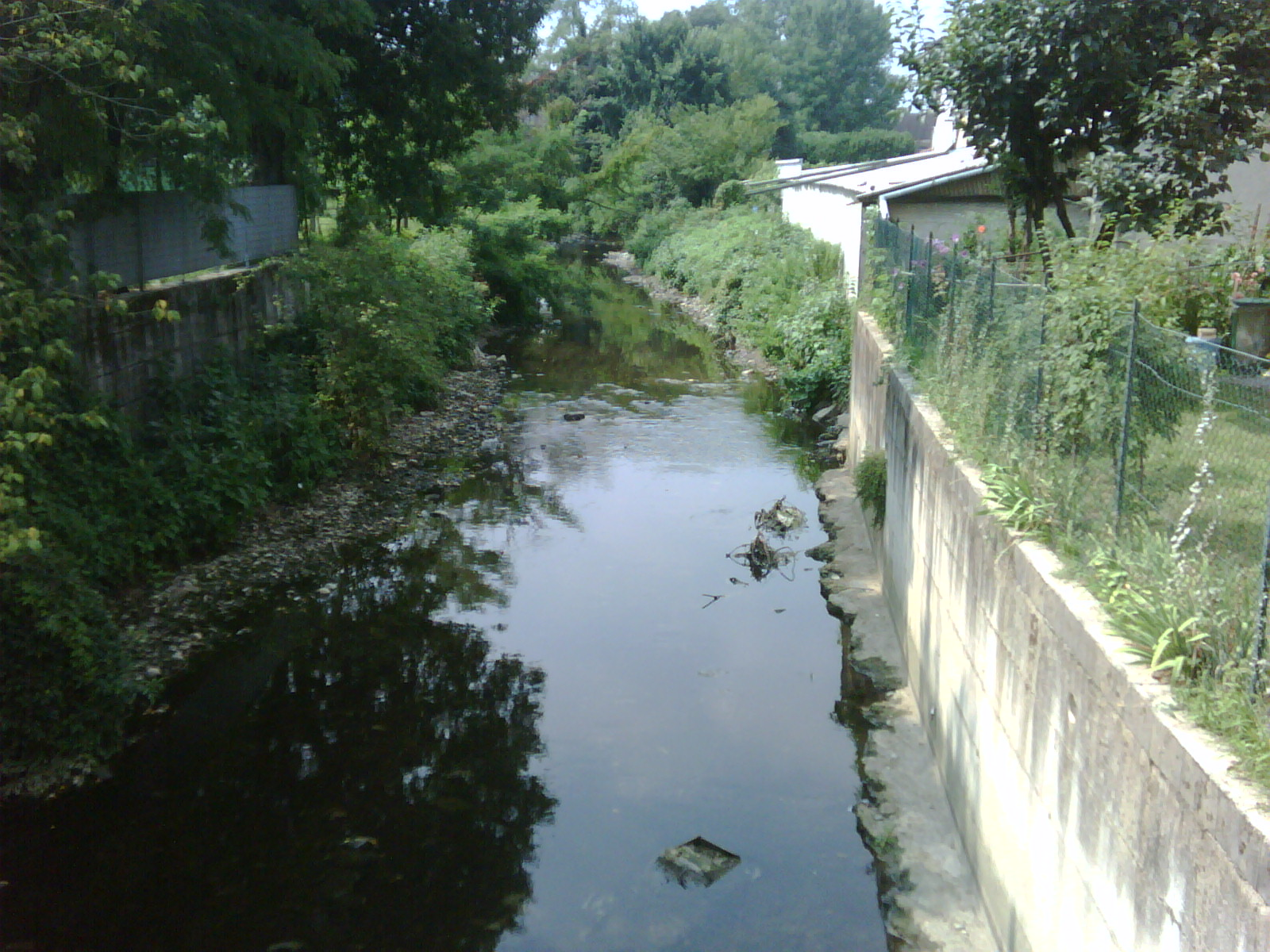
Il Seveso a Paderno Dugnano

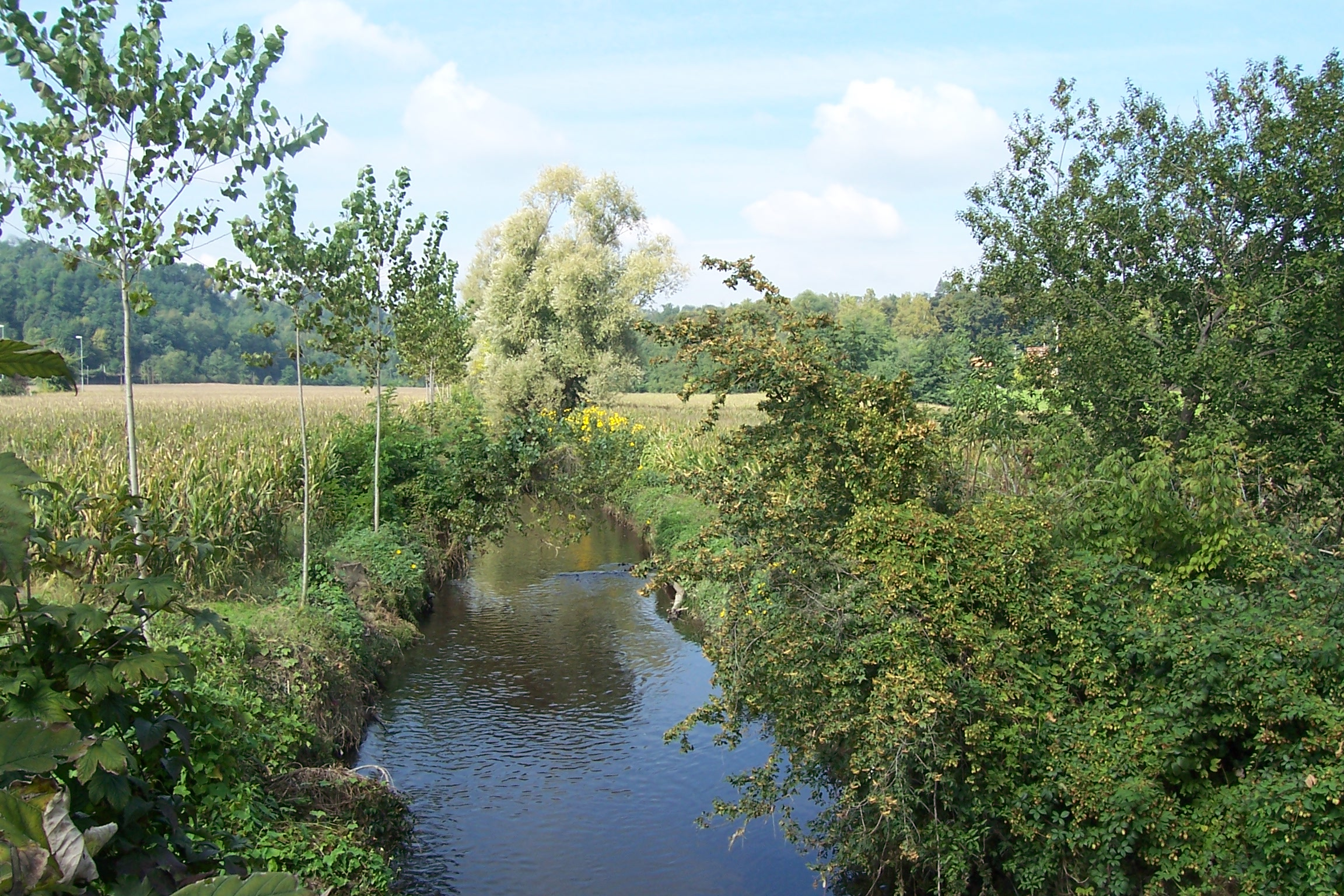
Il Seveso a Carimate

Per avere un esempio della conseguente trasformazione del territorio, citiamo per tutti il comune di Bovisio Masciago: nel 1786 (Catasto lombardo-veneto) il 91% del suo territorio era dedicato all'agricoltura e solo il 5% era urbanizzato; nel 1900 i dati non si discostavano molto da questi, ma nel 2006 le percentuali erano 67,50% urbanizzato e 24,46% agricolo.
Il risultato ci dice che il Seveso, che scorreva libero nelle campagne e che ancora nel 1950 offriva acque limpide in cui ci si bagnava e le lavandaie facevano il loro lavoro, oggi scorre in un ininterrotto nucleo abitato, in alvei artificiali che spesso coincidono addirittura coi muri degli edifici che lo racchiudano e che il grado di inquinamento delle sue acque appare insostenibile.
Alla fine del secolo scorso la percentuale di suolo edificato e urbanizzato era compresa tra il 22,7% di Lentate sul Seveso e l'81,3% di Cusano Milanino, con una media del 44,6% e proiezioni che portano per il 2010 a un incremento della media fino al 53,6%.
Nelle condizioni descritte, la permeabilità del territorio a margine dell'alveo è estremamente ridotta e questo fa sì che, in caso di pioggia, praticamente l'intera quantità d'acqua caduta dilavi nel Seveso, convogliata dai collettori urbani. Di per sé il bacino imbrifero del fiume è già abbastanza esteso, ma il "bacino colatore" ne supera abbondantemente i limiti perché ampliato con il collegamento, attraverso il cavo Breda, di Cinisello Balsamo le cui acque giungono a Bresso; a Varedo arrivano poi gli scarichi di Cabiate e di Meda, anch'esse località non rivierasche.

### Comuni attraversati dal fiume
Provincia di Como
- San Fermo della Battaglia
- Montano Lucino
- Grandate
- Civello
- Casnate con Bernate
- Portichetto
- Fino Mornasco
- Cucciago
- Vertemate con Minoprio
- Asnago
- Carimate

 Provincia di Monza e della Brianza
- Lentate sul Seveso
- Barlassina
- Seveso
- Cesano Maderno
- Bovisio Masciago
- Varedo

 Città metropolitana di Milano
- Paderno Dugnano
- Cusano Milanino
- Cormano
- Bresso
- Milano

### I parchi regionali e sovraccomunali
Il corso del Seveso è interessato da cinque parchi: il già menzionato Parco Spina Verde di Como dove si trovano le sorgenti, il Parco regionale delle Groane, il Parco naturale Bosco delle Querce, che fu costituito dopo il Disastro di Seveso dell'Icmesa, il Parco GruBrìa, Parco sovraccomunale di cui si chiede l'estensione fino a diventare un parco regionale e il Parco Nord Milano, che comprende il tratto finale del Seveso che attraversa i comuni di Cusano Milanino, Cormano, Bresso e Milano.

## Le piene del Seveso

### Lo scolmatore di Nord Ovest

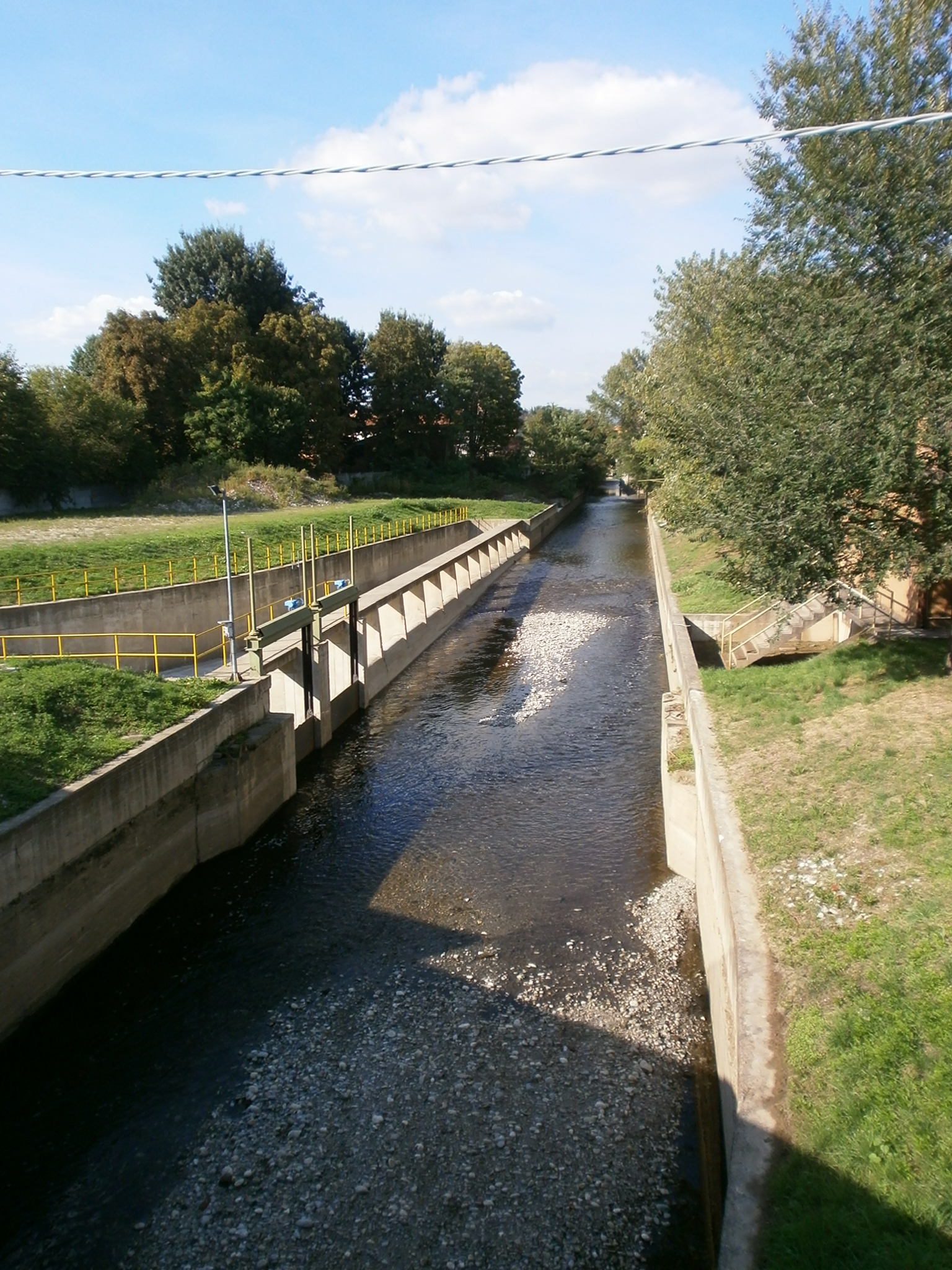
Vista sullo scolmatore di Palazzolo Milanese

Autunno del 1951: esondazione del Seveso a Milano in zona Niguarda e viale Marche, che fu contestuale all'alluvione del Polesine

Le piene di questo piccolo corso d'acqua sono repentine e rabbiose, talvolta con esiti catastrofici: in occasione di abbondanti piogge, i numerosi torrenti e rii contribuiscono a ingrossare a dismisura la quantità d'acqua trasportata da nord a sud verso la città di Milano. Ne raccontano le cronache a partire dal Cinquecento ed esistono tracce archeologiche di una violentissima, del I secolo, in epoca romana, cui si attribuisce la distruzione del primo porto fluviale di Milano.
Quando, nel 1954, il comune di Milano individuò come indispensabile la costruzione di un Canale Scolmatore di Nord Ovest per proteggere Niguarda e i quartieri settentrionali, ne indicò la portata in trenta metri cubi al secondo. Si era infatti ancora agli inizi dell'urbanizzazione: gli abitanti dei dieci comuni tra Lentate e Bresso erano, nel 1961, 84.396 contro i 209.186 del 2001.
Il Seveso era ancora un torrente e la sua portata media ancora quella naturale di 1,8 metri cubi al secondo. L'opera venne completata solo nel 1980, quando a Niguarda si erano già verificati (1976-1979) ben venticinque episodi di esondazione con allagamento di aree abitate.

Gli straripamenti investono molti comuni lungo l'asta fluviale principale e lungo gli affluenti (Lentate sul Seveso, Meda, Bovisio Masciago, Paderno Dugnano, Cusano Milanino e Bresso), ma soprattutto nella parte nord di Milano tra Niguarda e il quartiere Isola. Si tratta in generale di eventi contenuti e con danni limitati (salvo alla circolazione), ma frequenti (62 volte tra il 1976 e il 2000). 

Milano, 13 gennaio 1993: esondazione del Seveso. Si osserva l'acqua uscire con forza dalla condotta idrica ricoperta

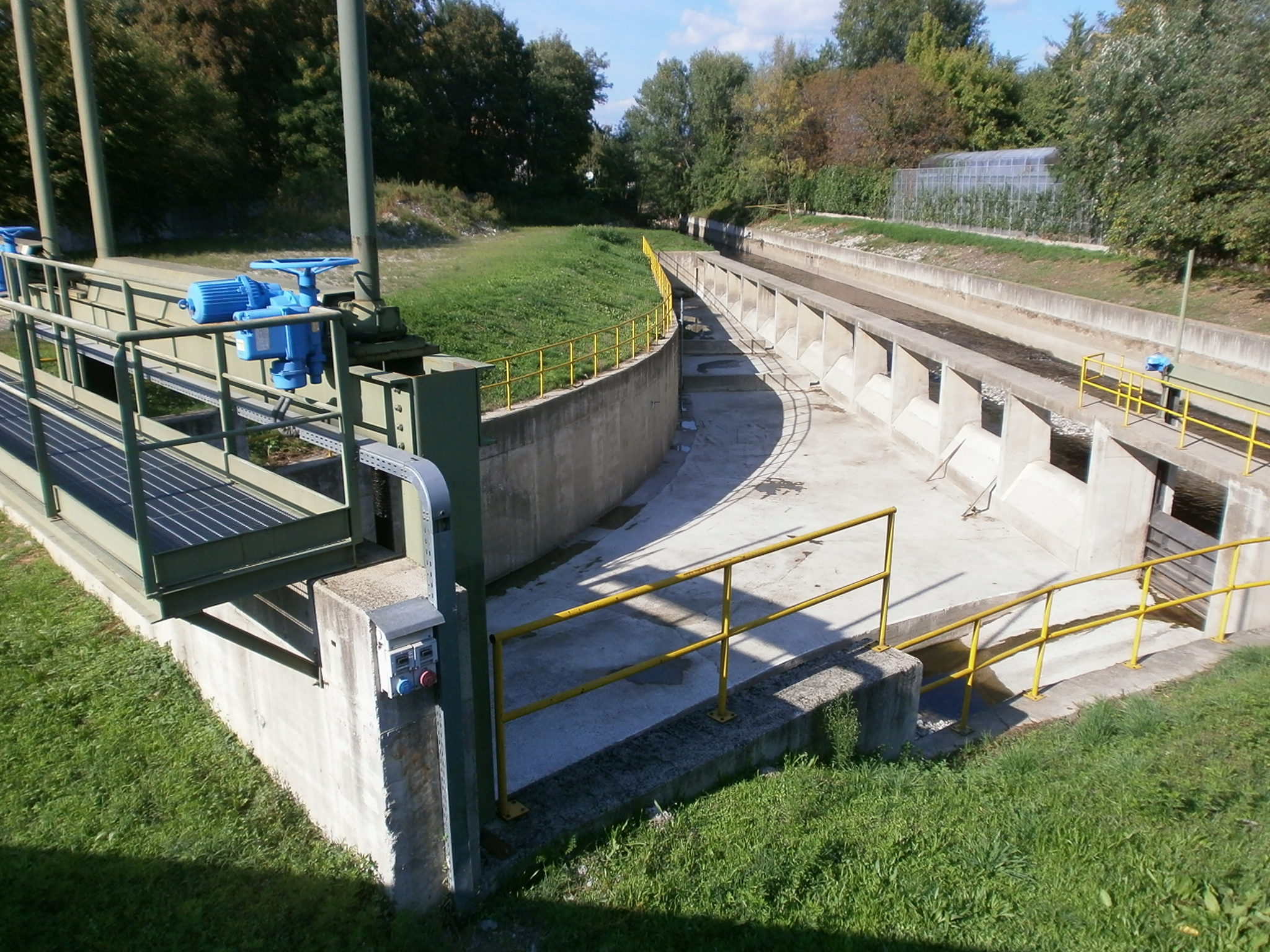
Il canale Scolmatore di Nord Ovest a Palazzolo Milanese

Il 19 settembre 2010, si è verificata una delle esondazioni peggiori (la terza dell'anno), con una primitiva stima di 70 milioni di euro di danni, che ha causato la chiusura di 3 stazioni della linea metropolitana M3 per dieci giorni (con allagamenti e detriti fino a 7-8 metri nella stazione "Sondrio"), la sospensione di alcune linee di tram e ritardi e ingenti danni nei cantieri della nuova metropolitana M5.

In parte l'allagamento della metropolitana è stato aumentato dalla rottura di una conduttura del diametro di 60 centimetri dell'acquedotto di Milano in viale Zara all'altezza del civico 100, che ha per ore versato acqua nei tunnel della M5. L'ammontare reale dei danni è stato comunicato in novembre: venti milioni di euro e un ritardo di due mesi per l'introduzione del primo treno in galleria per i collaudi.
Nel 2014 si sono avuti altri due episodi particolarmente estesi: a maggio quando l'area allagata si è estesa fino alla zona di Porta Nuova e nel novembre dello stesso anno, con danni ancora maggiori.
In seguito a questi eventi e alle conseguenti proteste, la Regione Lombardia, la Città metropolitana e AIPO (Agenzia Interregionale per il fiume Po) hanno predisposto e stanno realizzando una serie di interventi per evitare nuovi episodi così gravi. Il Comune di Milano ha realizzato una vasca di laminazione tra Bresso e Milano, nelle aree del Parco Nord. Altre vasche di laminazione saranno realizzate a Senago, Paderno Dugnano e Lentate sul Seveso.